# Герб Нижньогірського району
Герб Нижньогірського райо́ну — офіційний символ Нижньогірського району Автономної Республіки Крим, затверджений 20 листопада 2008 року рішенням № 11 Нижньогірської районної ради.

## Опис герба
У золотому полі синій вилоподібний хрест, вгорі — летять три чорні качки (2:1), праворуч — червоне яблуко з одним зеленим листком, ліворуч — зелене гроно винограду з одним листком. Щит увінчує золота корона, знизу на срібній стрічці назва району, обабіч — золоті колоски.

## Значення символів
Золоте поле символізує хлібний край. Синій вилоподібний хреста означає злиття двох річок — Біюк-Карасу та Салгира. Яблуко символізує садівничі традиції, а виноградне гроно — відродження району. Мисливські угіддя уособлюють три чорні качки.